# St. Katharina (Ettelried)

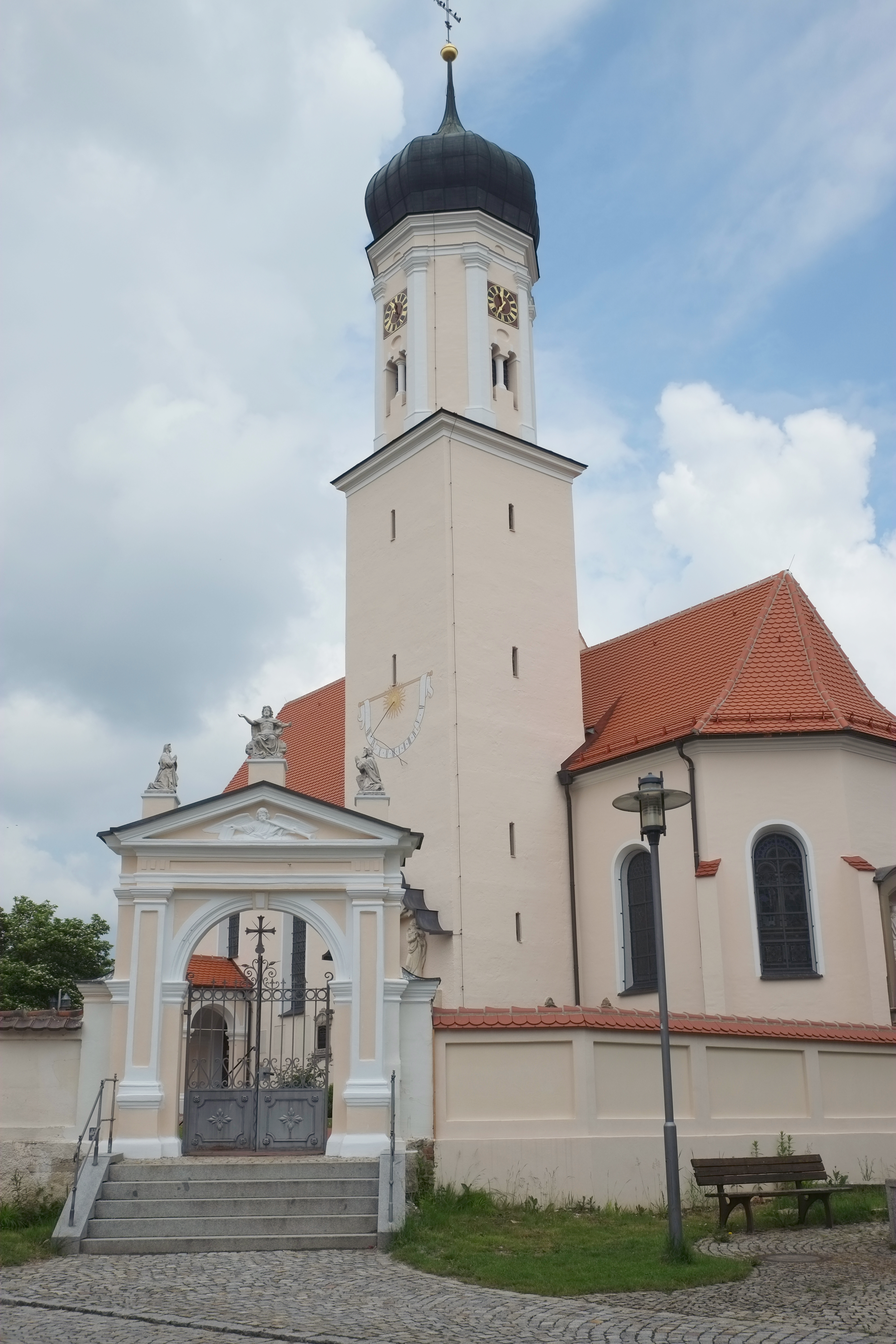
St. Katharina in Ettelried

Die römisch-katholische Pfarrkirche St. Katharina steht in Ettelried, einem Ortsteil von Dinkelscherben im schwäbischen Landkreis Augsburg in Bayern. Das Bauwerk ist in der Liste der Baudenkmäler in Dinkelscherben als Baudenkmal unter der Nr. D-7-72-131-23 eingetragen. Die Pfarrei gehört zum Dekanat Augsburg-Land des Bistums Augsburg. Kirchenpatronin ist Katharina von Alexandrien.

## Beschreibung
Die Saalkirche wurde im Kern 1491 erbaut und unter der Bauleitung von Johann Schmuzer 1688 umgestaltet. Sie besteht aus einem Langhaus, einem eingezogenen, dreiseitig geschlossenen, von Strebepfeilern gestützten Chor im Osten, einem Chorflankenturm auf quadratischem Grundriss an der Südwand und der Sakristei an der Nordwand des Chors. Der Chorflankenturm wurde mit einem achteckigen Geschoss mit Pilastern an den Ecken aufgestockt, das die Turmuhr und den Glockenstuhl beherbergt, und mit einer Zwiebelhaube bedeckt. 
Der Innenraum des Langhauses ist mit einer Kassettendecke überspannt, der des Chors mit einem Stichkappengewölbe. Der Innenraum wurde 1876–1888 einschneidend umgestaltet. Die Kirchenausstattung erfolgte nach dem Vorbild von St. Ludwig in München. Das Altarretabel des Hochaltars wurde 1806 von Konrad Huber bemalt. Die Altarretabel der Seitenaltäre bemalte um 1705 Johann Rieger. Die farbigen Glasfenster stammen von dem Ettelrieder Glasmaler Joseph Scherer.